# Supercopa de los Países Bajos 2024
La Supercopa de los Países Bajos 2024 (Johan Cruijff Schaal 2024 en neerlandés) fue la 34.ª edición de la Supercopa de los Países Bajos. El partido se disputó el 4 de agosto de 2024 en el Philips Stadion de Eindhoven, entre el PSV Eindhoven, campeón de la Eredivisie 2023-24 y el Feyenoord, ganador de la Copa de los Países Bajos 2023-24. El encuentro terminó empatado 4-4 en el tiempo reglamentario y fue definido en la tanda de penales, donde Feyenoord se impuso por 4-2.

## Antecedentes
El PSV Eindhoven clasificó a la Supercopa como campeón de la Eredivisie 2023-24, logrando 91 puntos, su mejor marca histórica en la competición, y finalizando nueve unidades por encima del Feyenoord.
El Feyenoord obtuvo su plaza al consagrarse campeón de la Copa de los Países Bajos 2023-24, venciendo al N.E.C. en la final y eliminando al propio PSV en los octavos de final. 

## Participantes
| PSV Eindhoven | Campeón de la Eredivisie 2023-24               |
| Feyenoord     | Campeón de la Copa de los Países Bajos 2023-24 |

## Partido
| 4 de agosto de 2024, 18:00 CEST | PSV Eindhoven                                | 4:4 (1:2) (2:4 p.)         | Feyenoord                                                     | Philips Stadion, Eindhoven,                                 |                                                             |
|                                 | - Lang 9' - De Jong 48' 80' (pen.) - Til 65' | Reporte                    | - Giménez 29' (pen.) 54' (pen.) - Nieuwkoop 33' - Milambo 72' | Asistencia: 35.000 espectadores Árbitro(s): Jeroen Manschot | Asistencia: 35.000 espectadores Árbitro(s): Jeroen Manschot |
|                                 |                                              | Tiros desde el punto penal |                                                               |                                                             |                                                             |
|                                 | - Pepi - Bakayoko - Til - Tillman            |                            | - Geertruida - Ueda - Hancko - Ivanušec                       |                                                             |                                                             |

Campeón

Feyenoord
5.º título